# Pave Knife

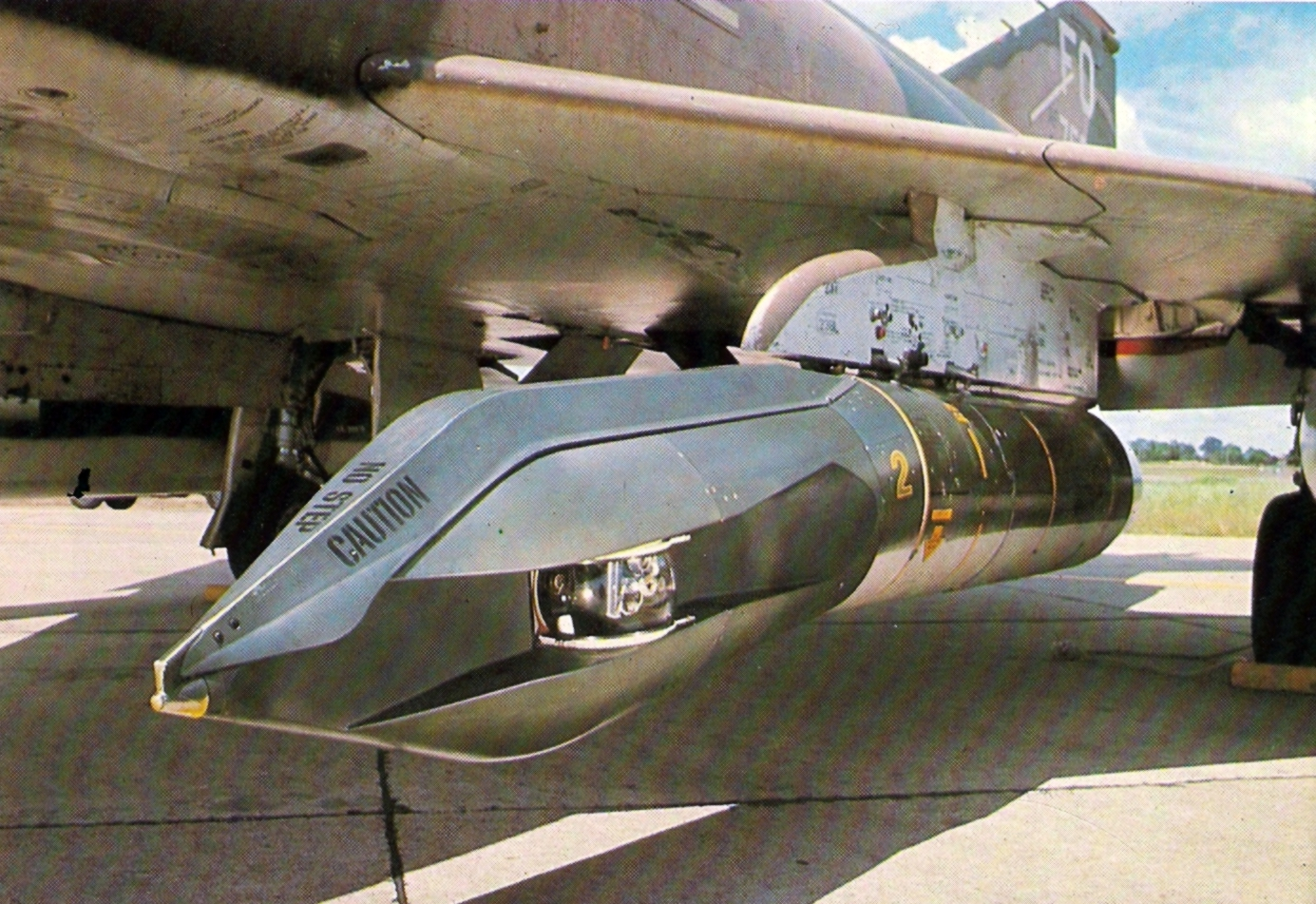
Pave Knife pod skrzydłem samolotu F-4D

Pave Knife (AN/AVQ-10) – pierwszy, amerykański zasobnik celowniczy przeznaczony do naprowadzania laserowo bomb lotniczych serii Paveway opracowany przez firmę Ford Aerospace.

## Historia
W 1964 roku firma Texas Instruments opracowała serię naprowadzanych laserowo bomb lotniczych Paveway (Precision Avionics Vectoring Equipment - precyzyjnie wektorujące wyposażenie awioniczne). Głowica naprowadzająca bomby wykrywała promienie lasera wysyłane z zasobnika i odbite od celu, a systemy kierowania bombą przy pomocy powierzchni sterowych naprowadzały ją w kierunku celu. Początkowo do oznaczania celu wykorzystywany był prosty ręczny laser ALD (Airborne Laser Designator - lotniczy laserowy wskaźnik celu). Operator uzbrojenia na pokładzie samolotu bombowego, trzymając w rękach laser podświetlał nim cel. Precyzja urządzenia była niewielka i zależała od zdolności manualnych operatora. Dlatego też w 1969 roku firma Ford Aerospace na bazie ALD zaprojektowała nowe urządzenie – AN/AVQ-10 Pave Knife. 

## Konstrukcja
Pave Knife to podwieszany zewnętrznie zasobnik wyposażony w stabilizowany, laserowy dalmierz/znacznik celów oraz kamerę telewizyjną służącą do obserwacji i identyfikacji celu. Zasobnik montowano zwykle w dwumiejscowym samolocie szturmowym. Oficer odpowiedzialny za system uzbrojenia (Weapons System Officer – WSO) zajmował miejsce z tyłu i obserwował zobrazowanie celu (przekazywane przez kamerę zasobnika) na monitorze umieszczonym w kabinie. Następnie ręcznie przy pomocy dżojstika, obserwując cel, naprowadzał na niego promienie lasera i rozpoczynał bombardowanie. Ze względu na duże rozmiary i masę (550 kg) urządzenia, opracowano nowe zasobniki celownicze AN/AVQ-12 Pave Spike i AN/AVQ-26 Pave Tack. Funkcjonalność systemu uwarunkowana była warunkami pogodowymi.

## Wykorzystanie
Nosicielami systemu Pave Knife były samoloty McDonnell Douglas F-4 Phantom II oraz Grumman A-6 Intruder, które wykorzystywały bojowo Pave Knife podczas wojny w Wietnamie. 